# كأس العالم للهوكي للسيدات 1978
كأس العالم للهوكي للسيدات 1978 (بالإنجليزية: 1978 Women's Hockey World Cup)‏ هو النسخة الثالثة من كأس العالم للهوكي للسيدات، نظمه الاتحاد الدولي للهوكي في الفترة 17/ 24 مارس 1978 بالعاصمة الإسبانية مدريد. فازت به سيدات هولندا للمرة الثانية في تاريخهن بعد تغلبهن في النهائي على حاملات اللقب سيدات ألمانيا الغربية بنتيجة 1-0، في حين اكتفت سيدات إسبانيا بالصف الثامن.